# Гравитация. Последнее искушение Эйнштейна
Гравитация. Последнее искушение Эйнштейна (англ. The Ascent of Gravity) — научно-популярная книга английского радиоастронома, писателя и журналиста Маркуса Чауна. В книге описывается история изучения человечеством гравитации и проблем применимости существующих теорий гравитации к микромиру.

## Содержание
В книге описывается история научного открытия силы гравитации Ньютоном. Автор рассказывает, как триумф ньютоновской механики позволил объяснить множество явлений природы: орбитальное движение Луны и планет, приливы, предварения равноденствий, предсказание существования Нептуна.
Затем автор переходит к теории относительности Эйнштейна и описывает успехи эйнштейновской теории гравитации, такие как объяснение сдвига перигелия Меркурия и предсказание отклонения света гравитацией, проверенного в ходе наблюдения солнечного затмения 29 мая 1919 года.
Последняя треть книги посвящена проблеме несовместимости квантовой механики и общей теории относительности. Описывая основы квантовой физики, автор говорит о трудностях, которые стоят на пути создания теории квантовой гравитации. В качестве одной из возможных гипотез описывается теория струн.

## Отзывы
В рецензии в журнале BBC Sky at Night доктор Аластер Ганн, радиоастроном из обсерватории Джодрелл-Бэнк, отметил, что хотя книга и не является самым подробным источником информации о гравитации, она является достаточно компактной и доступной, оставаясь при этом всеобъемлющей. По его мнению, она написана в непринуждённом стиле и содержит много имеющих отношение к теме цитат. В рецензии The Guardian отмечается, что книга охватывает как хорошо известные, так и новейшие данные исследований, её выводы подкрепляются экспертными мнениями, а язык свободен от жаргонизмов и устрашающих читателя математических формул. The Wall Street Journal отмечает литературные наброски автора, в которых он делает попытку в художественной форме предположить, как к учёным приходили их гениальные идеи (например, он описывает, как юный Эйнштейн, прогуливаясь со своей подругой Мари Винтелер под освещённым Луной небом, внезапно был озарён пониманием движения света в космическом пространства). Также были отмечены чёткие объяснения феноменов гравитации и полезные разделы с рекомендуемой литературой.

## Издание на русском языке
Книга была переведена на русский язык и вышла в свет в издательстве «Питер» в 2019 году. Переводчик ― Мария Кленницкая. ISBN 978-5-4461-0724-7.